# Pietro Compagna
Pietro Compagna (Corigliano Calabro, 5 dicembre 1831 – Napoli, 9 giugno 1910) è stato un politico italiano.